# Uniwersytet im. Angeła Kynczewa w Ruse
Uniwersytet im. Angeła Kynczewa w Ruse (bułg.: Русенски университет "Ангел Кънчев") – państwowa instytucja szkolnictwa wyższego z siedzibą w Ruse, w Bułgarii. 
Uczelnia stawia sobie za zadanie rozpowszechnianie wiedzy, wdrażanie badań podstawowych i stosowanych oraz wprowadzanie innowacji w praktyce, co przyczynia się do budowy wysoko wykwalifikowanych specjalistów oraz dla zrównoważonego rozwoju regionu i kraju.
Do strategicznych priorytetów uniwersytetu należą:
- przygotowanie studentów do pracy w warunkach dużej konkurencji na rynku pracy i rozszerzenie zakresu szkoleń;
- rozwój międzyuczelnianego systemu zarządzania jakością w edukacji;
- rozwój personelu i potencjału badawczego;
- realizacja zestawu działań na rzecz integracji europejskiej i współpracy międzynarodowej;
- budowa wysoce zorganizowanego systemu uniwersyteckiego, elastycznego dla warunków zewnętrznych, z nowoczesnym materiałem i bazą techniczną[1].

Zespoły naukowe uczelni są zaangażowane we wdrażanie ponad 250 wielostronnych i dwustronnych umów międzynarodowych i porozumień dotyczących nauki i edukacji. Uczestniczy w ponad 20 międzynarodowych programach współpracy z partnerami z około 40 krajów Europy, Azji i Ameryki.  

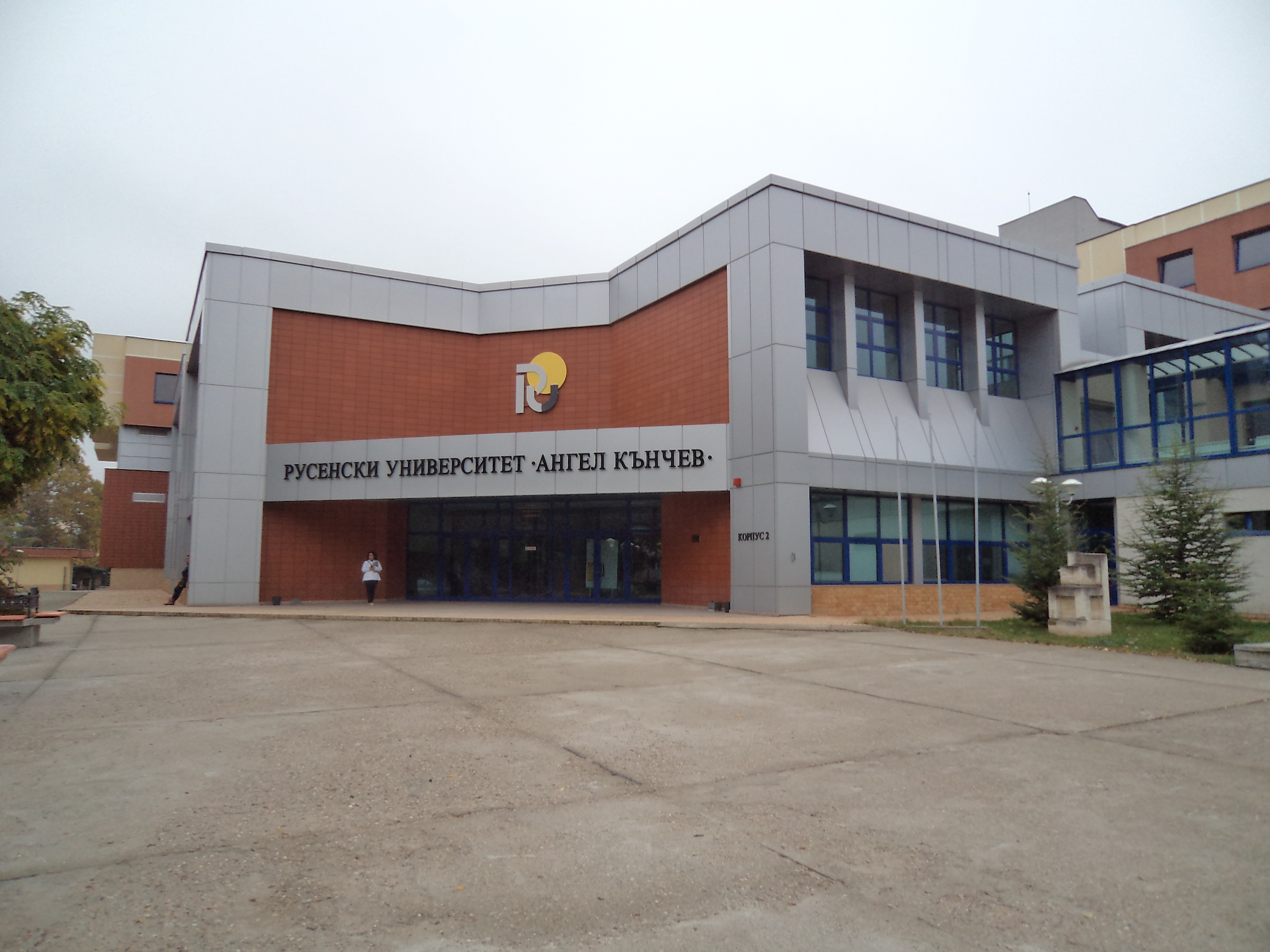
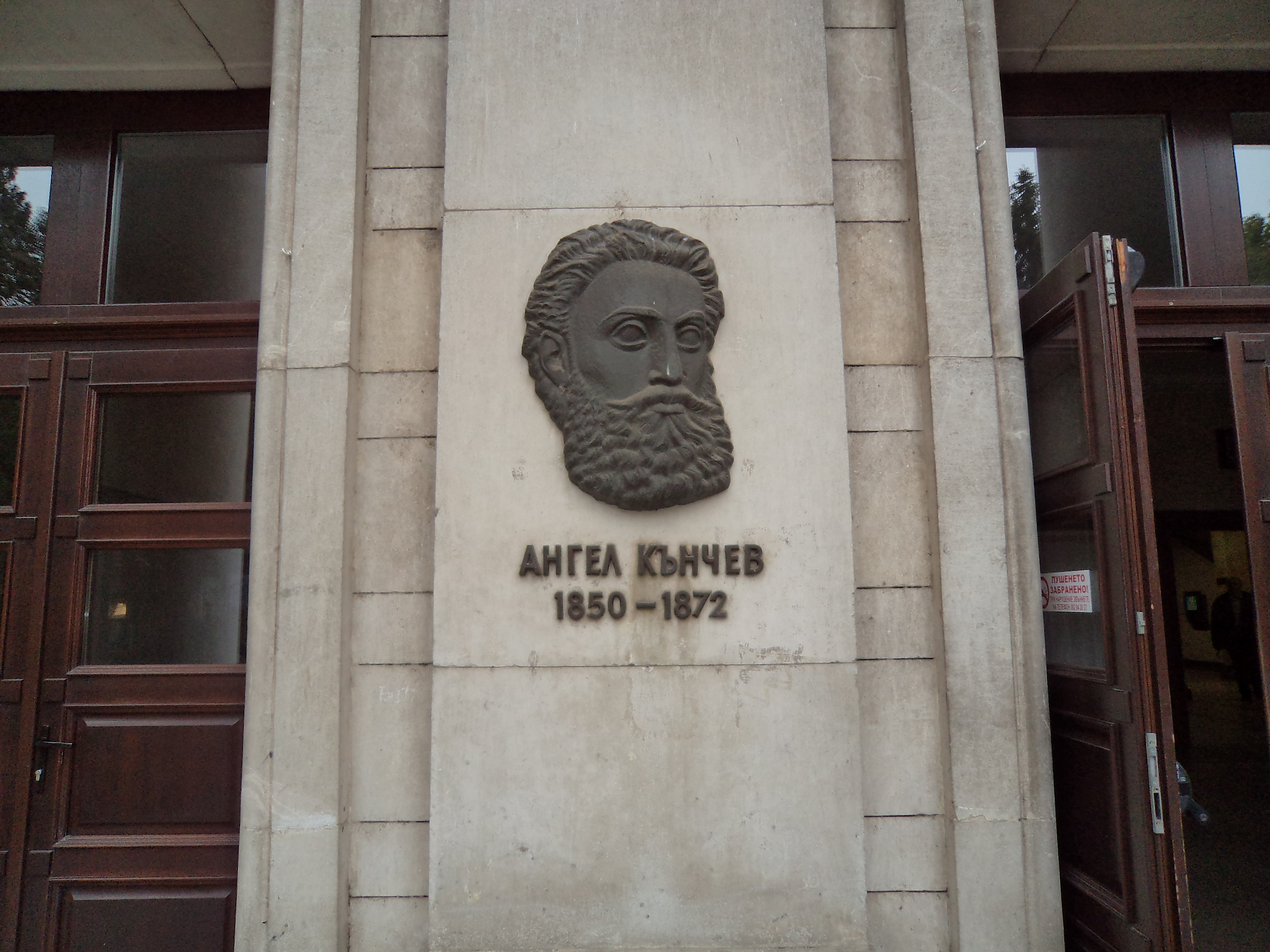
Tablica pamięci Angeła Kynczewa
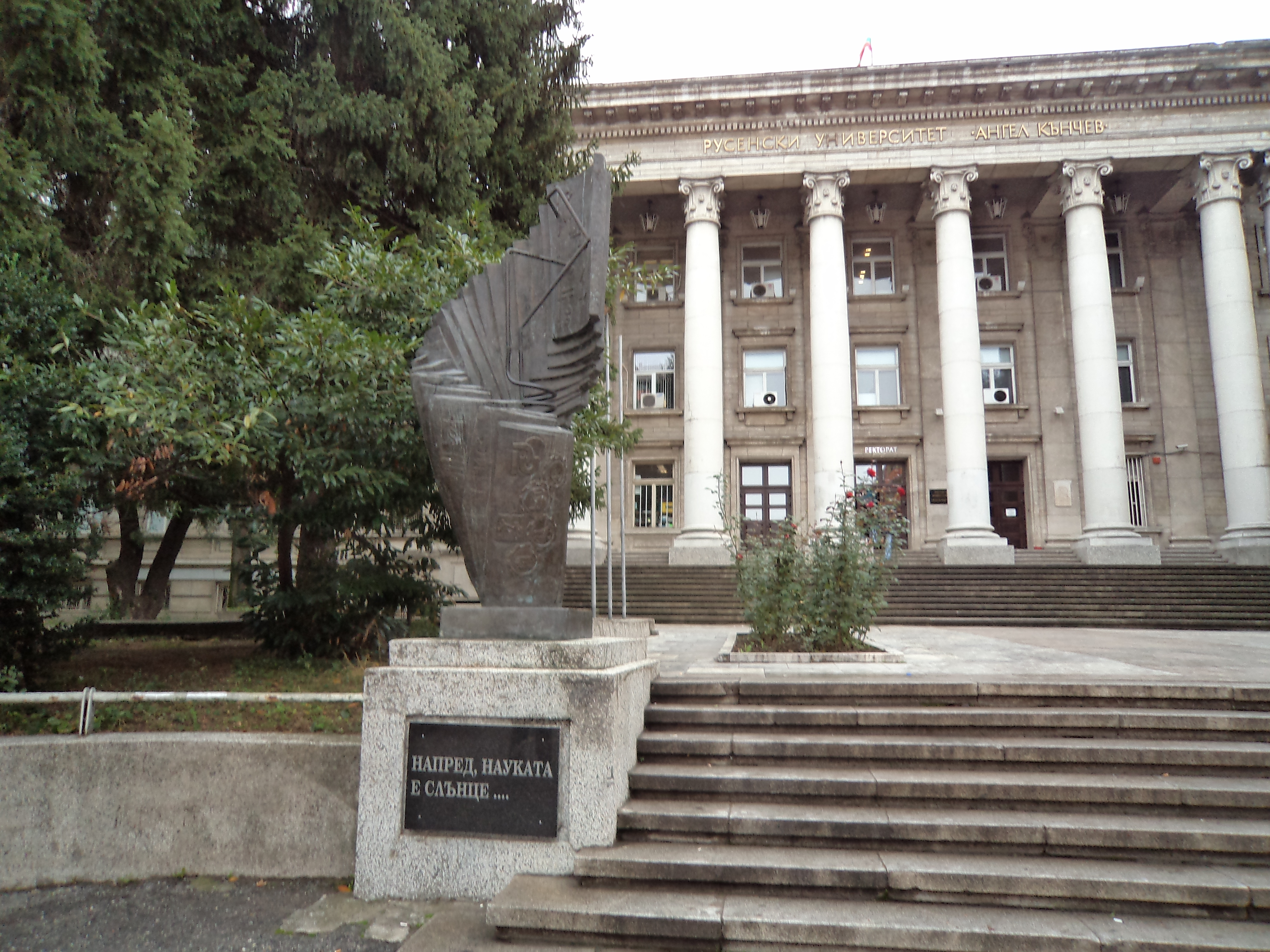
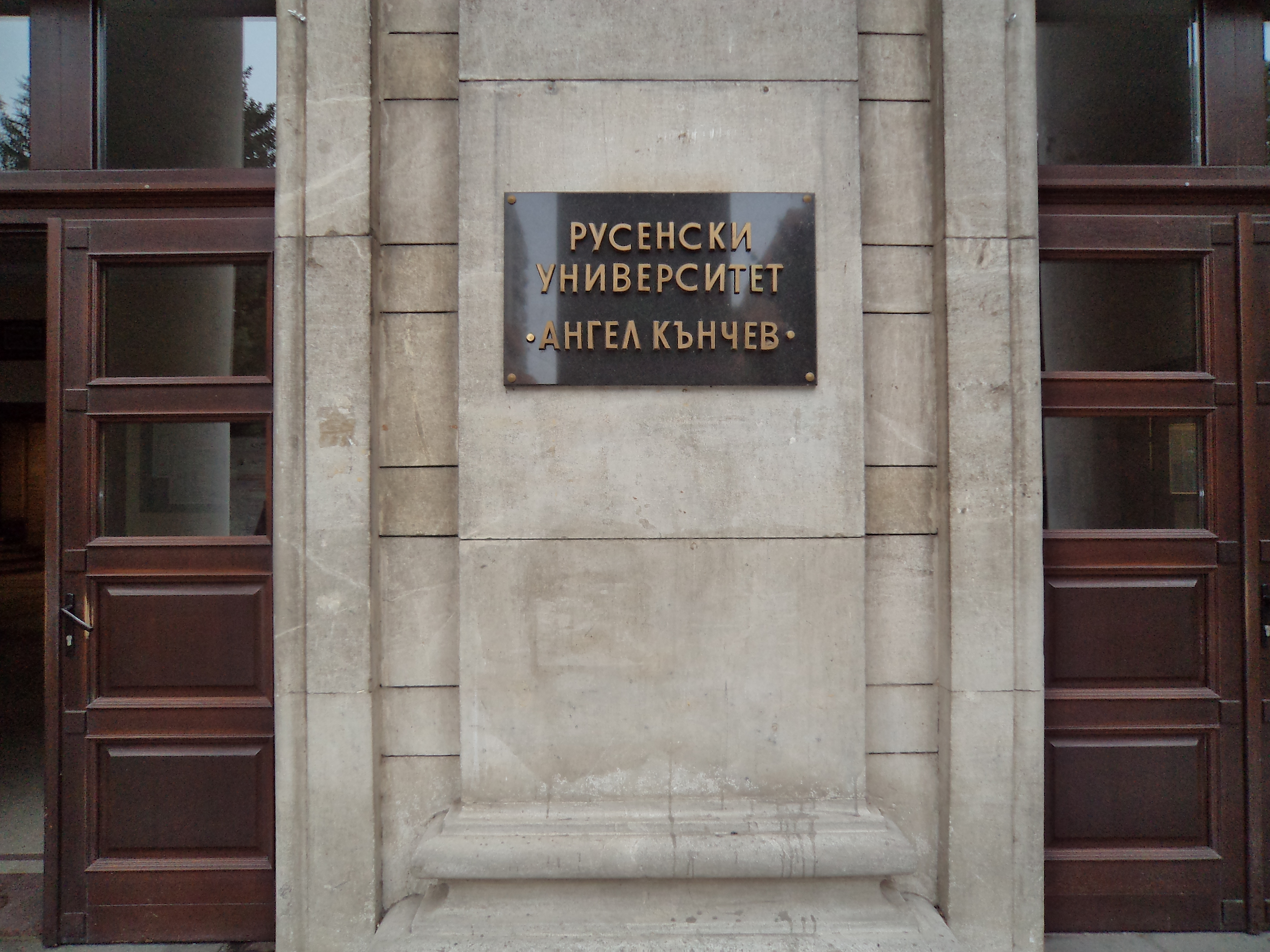